# イオン酒田南店
イオン酒田南店（イオンさかたみなみてん）は、山形県酒田市にある地域型ショッピングセンター（CSC）。地域住民からは後述する店名変更前の「ジャスコ酒田南店」の略称「南ジャ（なんジャ）」と呼ばれることが多い。

## 概要
2011年まではジャスコ酒田南店として営業しており、イシグロジャスコのメガマートを併設していた。
イオンの他にダイユーエイトとケーズデンキが準核店舗となっており、約30店舗のテナントで構成されている。
当店は酒田南店という店名であるが、これは1994年の開業当初、JR酒田駅前にGMSの「ジャスコ酒田店（酒田ジャスコシティ）」が存在していたため、イオン転換後の現在に至るまで酒田南店と称している。
なお、ジャスコ酒田店は1975年（昭和50年）10月3日に開業していたが、業績不振により当店開店から3年後の1997年（平成9年）8月をもって閉店し、その後建物も解体されている。

## 沿革
- 1994年（平成6年）11月23日 - ジャスコ運営の「ジャスコ酒田南店」として開店[6]。
- 2001年（平成13年）8月21日 - ジャスコ株式会社がイオン株式会社に商号変更。
- 2002年（平成14年）7月21日 - 「ジャスコ酒田南店」2階書籍売場を株式会社ブックバーンに移管。「未来屋書店酒田南」としてオープン[7]。
- 2004年（平成16年）11月23日 - 開店10周年を迎える。
- 2008年（平成20年）8月21日 - イオン株式会社の純粋持株会社移行により、イオンリテール株式会社が小売事業部門を継承[8]。
- 2011年（平成23年）3月1日 -  GMS事業の再編に伴い、「イオン酒田南店」へ店名変更。
- 2014年（平成26年）11月23日 - 開店20周年を迎える。
- 2020年（令和2年）
  - 3月1日 - イオン東北株式会社発足に伴い、店舗の管理・運営および食品売場をイオン東北に移管[9]。
  - 4月1日 - 本店を含む全国のイオン直営売場での無料レジ袋配布終了[10]。
- 2021年（令和3年）9月1日 - イオン東北とイオンリテール東北事業本部の統合に伴い、衣料、住居余暇、H&BC各売場をイオン東北に移管[11]。

## フロアとテナント

### フロア概要
核店舗のイオン酒田南店と34の専門店で構成される。
| 階  | フロア概要                       |
| --- | -------------------------------- |
| 2階 | 直営売場・専門店街               |
| 1階 | 直営売場・専門店街・フードコート |

### 主なテナント
1階

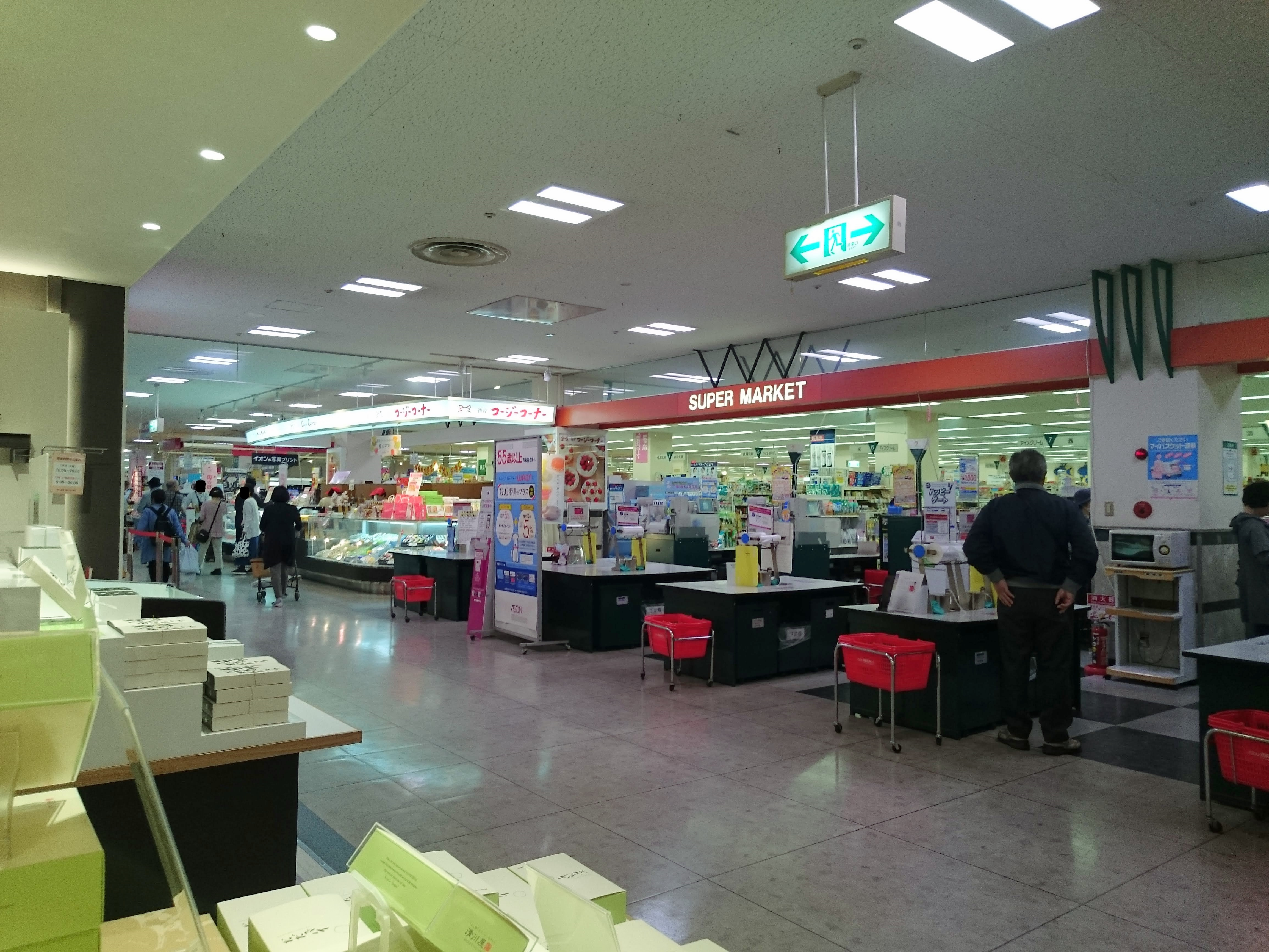
築地銀だこ（たこ焼き）
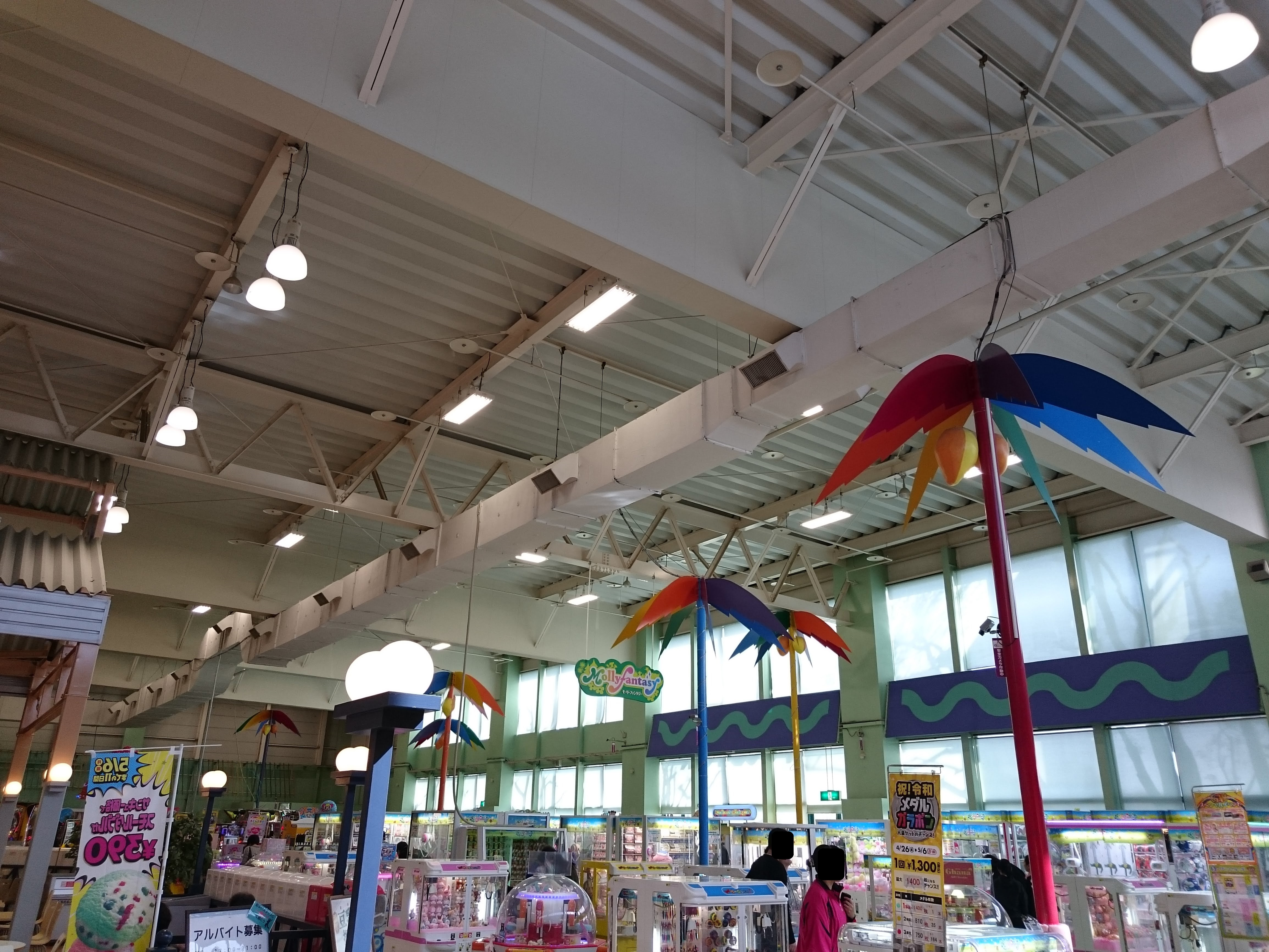
サーティワンアイスクリーム（アイス）
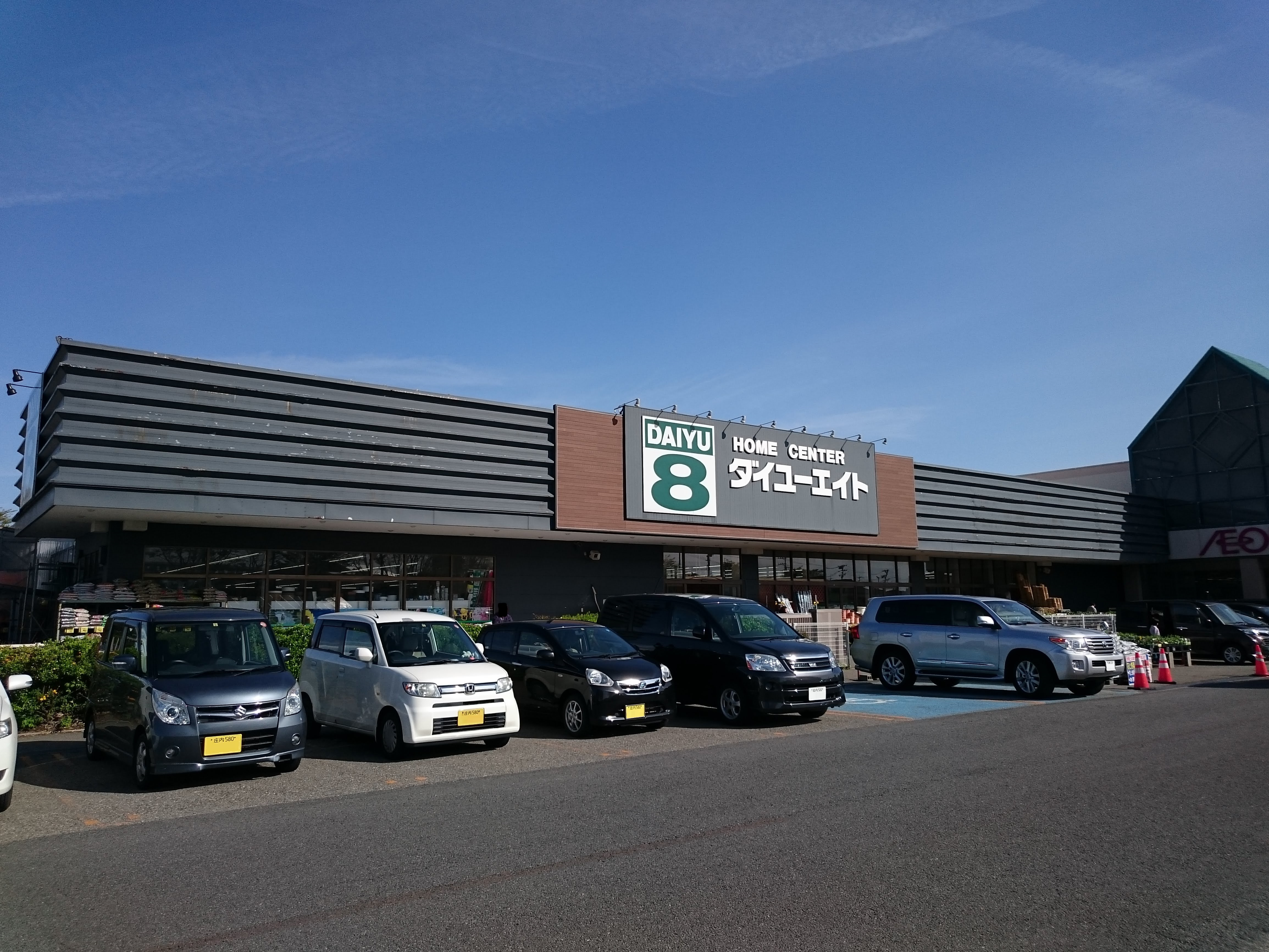
ダイユーエイト

- ミスタードーナツ（ドーナツ）
- チャンスセンター（宝くじ）
- モーリーファンタジー（アミューズメント）
- よこはま軒（家系ラーメン）

2階
- アヴェニュー（レディス）
- グリーンボックス（靴）
- セリア（100円ショップ）
- 未来屋書店（書籍）

別棟テナント
- マクドナルド イオン酒田南店（ハンバーガー）
- ケーズデンキ 酒田店（家電）
- ダイユーエイト 酒田店（ホームセンター）
- ネクサスエナジー（ガソリンスタンド）

※テナント情報は2022年5月時点
出店テナント全店の一覧詳細情報、営業時間およびATMを設置している金融機関の詳細は公式サイト「イオン酒田南店」を参照。
- 中央レジ
- モーリーファンタジー
- ダイユーエイト

### 撤退した主要テナント
- メガマート - イシグロジャスコが運営していたディスカウントストアでかつての準核店舗[1]
- オートバックス酒田店 - 2003年4月7日に国道7号の別店舗へ新築移転。

## 周辺の商業環境
国道7号酒田バイパスに面しており、沿線の郊外型店舗とともに商業地区を形成している。

## アクセス

### バス
- 庄内交通、山交バス、羽後交通、宮城交通、国際興業バス

#### 高速バス路線
- 夕陽号（庄内交通・国際興業バスの共同運行）
  - 酒田ミライニバスターミナル - イオン酒田南店 - 東京第一ホテル鶴岡 - 大宮駅 - 池袋駅 - 渋谷
  - 酒田ミライニバスターミナル - イオン酒田南店 - 東京第一ホテル鶴岡 - 上野駅 - 秋葉原駅 - 東京駅 - 新宿
- 本荘 - 酒田・鶴岡 - 仙台　（庄内交通・宮城交通・山交バス・羽後交通が共同運行）
  - 本荘営業所・象潟 - 酒田ミライニバスターミナル - イオン酒田南店 - 鶴岡エスモール - 仙台駅前
  - 仙台発着の乗客が優先だが、本荘-庄内の利用も可
  - 座席指定制
- 酒田・鶴岡 - 山形　（庄内交通と山交バスの共同運行）
  - 酒田ミライニバスターミナル - イオン酒田南店 - 鶴岡エスモール - 山交ビルバスターミナル - 山形駅前
- 2005年11月18日のダイヤ改正により、全ての高速バス路線は酒田駅と鶴岡駅に停車しなくなった。

#### 路線バス
- 庄内交通が運行する鶴岡と酒田を結ぶ路線バスと、酒田市内を走る路線バスのほとんどが停車する。

### 自動車
- 日本海東北自動車道・余目酒田道路 - 酒田中央ICより約10分

### 鉄道
- JR羽越本線 - 東酒田駅から徒歩で約38分、酒田駅から徒歩で約50分

## 周辺
- 日本海総合病院